# Hogna radiata
Hogna radiata es una especie de araña licósida común y de amplia distribución en Europa del Sur a través de Asia Central, y posiblemente hasta el norte de África. Los licósidos son llamados "arañas-lobo" y, las especies mayores, tarántulas. Aunque realmente no tenga un nombre común en español, esta especie es a veces llamada araña-lobo radiada.

## Distribución

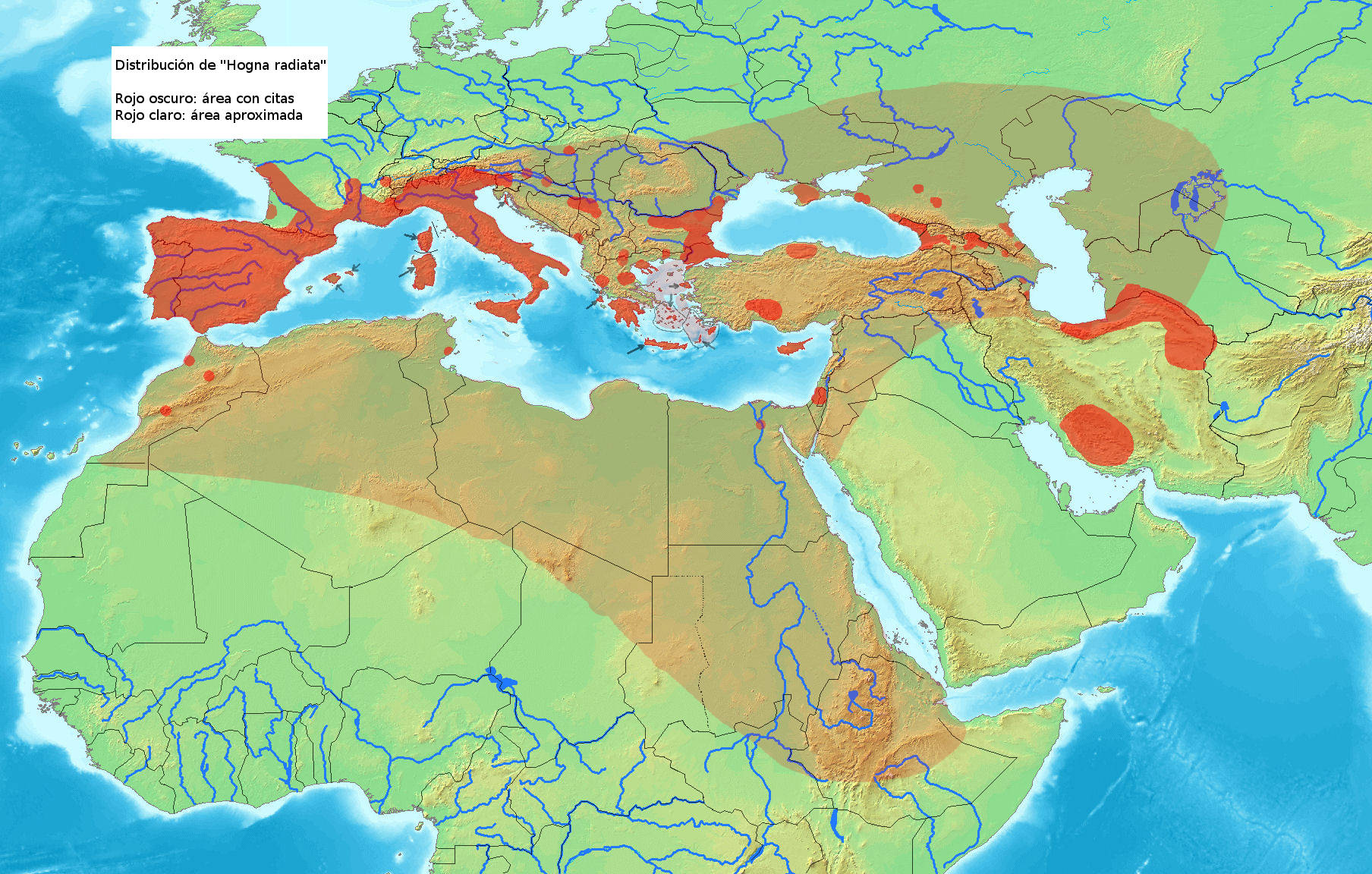
Distribución mundial de "Hogna radiata".

Habita en Europa meridional, Asia occidental y central, y posiblemente norte de África.
En Europa la vertiente meridional de los Alpes es su límite norte. Se la encuentra en toda la península ibérica (incluidas las islas Baleares: en Galicia y Asturias se ha descrito la subespecie Hogna radiata clara), en Languedoc-Roussillon (aunque llega hasta el Atlántico) y Córcega en Francia, Italia (incluidas Cerdeña y Sicilia), Austria, Eslovaquia (Kováčovské), Hungría, antigua Yugoslavia (Isla de Cres, Ulcinj, distrito de Srem), Albania, Grecia (incluidas Creta, Dodecaneso, islas del Egeo septentrional,.... y Chipre ), Bulgaria (Malko Tarnovo) y Rumanía.
Dentro de la antigua Unión Soviética habita las llanuras rusas, Ucrania, Crimea, Cáucaso (Abjasia, Georgia, Azerbaiyán), Kazajistán, Turkmenistán y posiblemente los desiertos de Asia Central, al menos por el mar de Aral.
En Asia llega hasta Irán. En Turquía se la ha citado en Barla. Citada en Israel.
En África se la ha localizado en El Cairo, Sudán y Etiopía. Se ha descrito la subespecie Hogna radiata minor en Sfax, Túnez. En Marruecos se la ha citado en Ifran, Kenitra e Imlil.

## Descripción
Muy variable tanto de tamaño como de apariencia.

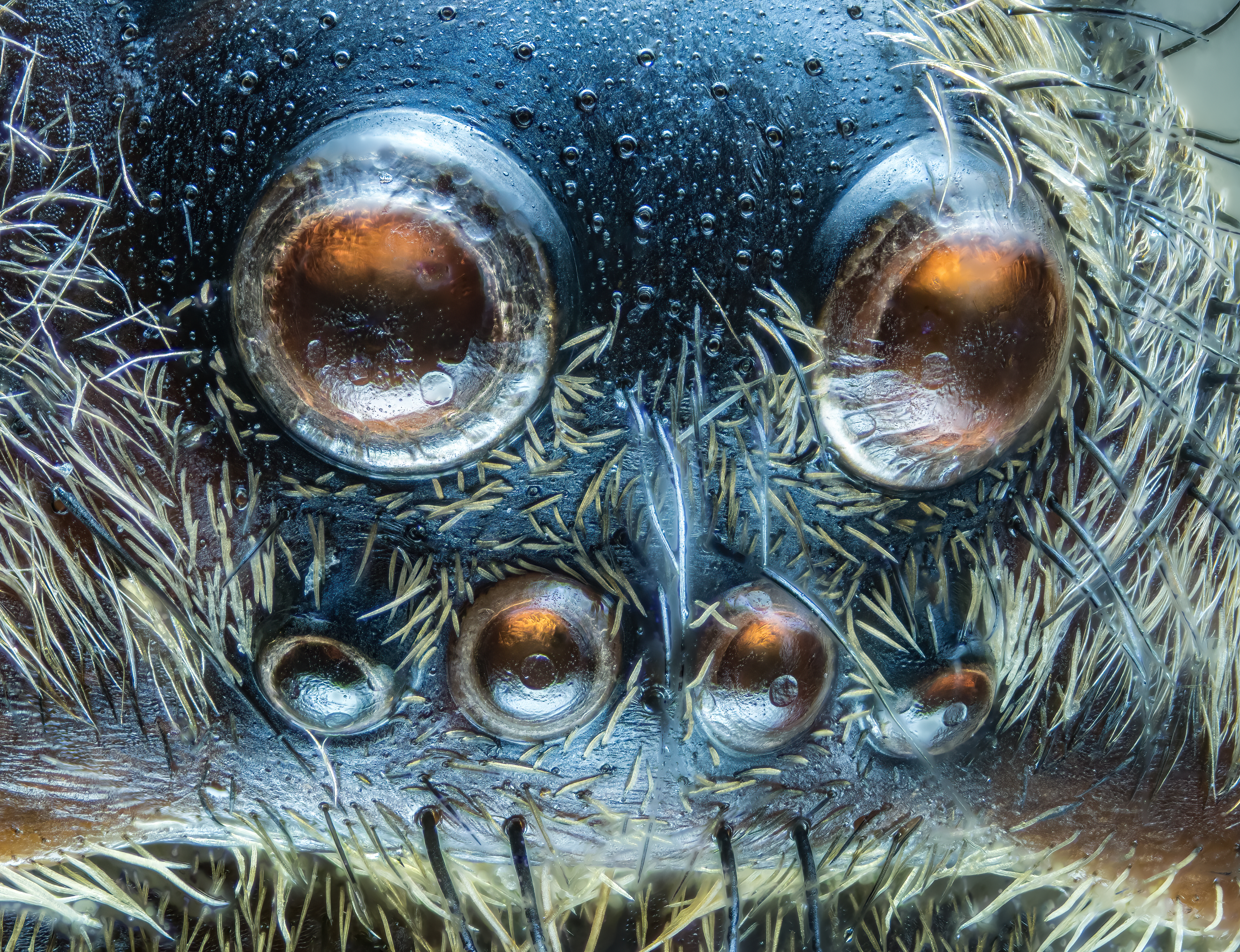
Ojos de Hogna radiata, detalles

La hembra mide hasta unos 25 mm y el macho hasta unos 18 mm.
Cuerpo de color pardo claro. Pelos de colores castaños, cremas, negros, blancos y anaranjados formando un diseños característicos en prosoma y opistosoma. El prosoma ("cefalotórax") presenta una banda central clara flanqueada por dos bandas oscuras que tienen líneas radiales claras. Tiene unas líneas marginales oscuras más o menos interrumpidas. El opistosoma ("abdomen") también de color pardo claro. En la parte anterior presenta dos manchas negras oblicuas seguidas de una mancha en forma de corazón más o menos definida y una franja dorsal de manchas en cuña que se transforman progresivamente en líneas transversales. Las patas son claras, algo salpicadas de negro, con las articulaciones más oscuras. El vientre es claro en los juveniles (hembras menores de 20 mm y machos menores de 15 mm) y suele ser, aunque no siempre, oscuro en los adultos.

## Identificación
Por su aspecto, tamaño y costumbres, en la península ibérica solo puede confundirse con Lycosa tarantula. El diseño radiado en el prosoma las diferencia claramente.

## Fenología
Los juveniles se ven durante todo el año. Los adultos se ven en verano y otoño, raramente todo el año. Viven un año.

## Hábitat
Prefieren terrenos pedregosos o arenosos, con escasa vegetación. Se encuentra en praderas, parques y matorrales.

No excava galerías. De día se esconde bajo las piedras y por la noche deambula en busca de comida.

## Alimentación
Caza preferentemente pequeños insectos menores que el 20% de su propio tamaño (grillos, saltamontes, moscas), arañas menores, solífugos y otros pequeños artrópodos. Suelen evitar los insectos que presentan defensas químicas (por ejemplo, mariquitas). En las épocas de mayor actividad también pueden carroñear.
La caza la realizan al acecho; esperan a su presa inmóviles y saltan sobre ella de improviso. Rápidamente les inyectan el veneno, las digieren y las devoran en minutos.

## Reproducción
La fecundación se produce tras aplicar el macho uno de sus pedipalpos contra el epígono de la hembra. Esta rodea sus huevos mediante una envuelta de seda formando un capullo que trasportará. La eclosión se produce a las 2 o 3 semanas. Más tarde, se las suele ver transportando a sus ninfas sobre el opistosoma.

## Relación con el humano
A pesar de su gran tamaño, es una especie no agresiva que no es peligrosa para los humanos. No obstante, las hembras reproductivas pueden atacar si se sienten amenazadas. Su picadura puede causar molestias pero en ningún caso es fatal.

### Cría en cautividad
Al ser una especie relativamente común, no se suele comprar en tiendas, puesto que se la puede recoger fácilmente del medio salvaje.
Puede bastar un terrario de 20x40x80 cm, que le permitirá deambular un poco. Debe presentar el aspecto que el lugar de procedencia de la araña, con arena o piedras. Hay que evitar que la superficie del terrario se inunde, por lo que puede que haya que drenar con pequeños tubos.
Es muy voraz y acepta fácilmente alimento de las tiendas de animales: Tenebrio molitor, Zophobas mirio, larvas de la polilla de la cera y gusanos. Las crías pueden alimentarse con moscas de la fruta Drosophila.
Se puede manejar fácilmente. No obstante, hay que manipularlas con cuidado debido a su extrema rapidez y a su desagradable (aunque no peligrosa) picadura.
Deben tenerse aisladas porque, particularmente los adultos, pueden practicar el canibalismo.